# 1571
Cette page concerne l'année 1571  du calendrier julien.
L'année 1571 est une année commune qui commence un lundi.

## Événements
- Mai, révolte des Indiens au Pérou : l'inca Titu Kusi Yupanqui (1560-1571) meurt peut-être empoisonné entre mars et juin[1]. Début du règne de Túpac Amaru, dernier souverain inca, il sera exécuté en 1572.

- 13 juin : traité entre la Chine des Ming et le khan mongol Altan, qui s'engage à respecter les frontières de la Chine[2]. Ouverture de marchés frontaliers entre la Mongolie et la Chine à Datong, Kalgan, Jining et Koukou-khoto. Ils durent en moyenne 10 à 12 jours. Chaque fois les Mongols vendent aux commerçants chinois de 28 000 à 30 000 chevaux[3].
- 24 juin : Manille devient la capitale de la colonie espagnole des Philippines[4].

- 28 juillet : création d'un tribunal de l’Inquisition à Mexico présidé par Pedro Moya de Contreras[5]. L’Église catholique exerce un pouvoir absolu par l’intermédiaire des ordres franciscain, augustin, dominicain et jésuite.

- 19 septembre[6] : le Portugais Paulo Dias de Novais obtient du roi Sébastien Ier de Portugal une charte de donation (Carta de Doação) pour l'Angola. Il part le 23 octobre 1574 pour Luanda où il arrive le 20 février 1575[7]. C'est le début de la politique d'administration directe du Portugal en Afrique.
- 29 septembre[8], Japon : Oda Nobunaga rencontrant l’opposition d’une coalition de daimyôs et de sectes bouddhistes, détruit brutalement ces dernières, rasant le grand monastère Tendai de Enryaku-ji et massacrant ses occupants. Pour contrer les sectes, il encourage l’implantation des missionnaires chrétiens.

- Début du règne de Idriss III Alaoma, maï (roi) du Bornou (fin en 1603)[9],[10]. Apogée du royaume du Bornou, capitale à Gasr Eggomo (Birni Ngazargamu) suivie d’un lent déclin.
- Début des relations commerciales entre la Chine et les colonies espagnoles des Philippines[11].
- Fatehpur-Sikrî devient la capitale impériale de l'Empire moghol (fin en 1585)[12].
- Déclin et troubles au Lan Xang (Laos) après la mort de Setthathirath (fin en 1637)[13].

### Europe
- 5 janvier : la Diète transylvaine proclame l'Antitrinitarisme quatrième des confessions reconnues sous le nom d’unitarianisme[14].
- 23 janvier : le financier Thomas Gresham fonde la bourse de Londres (Royal Exchange)[15].
- 25 février : le secrétaire d’État anglais William Cecil est élevé à la pairie (baron Burghley)[16].

- 5 mars : création de la congrégation de l’Index. Elle se réunit pour la première fois le 27 mars[17].
- 14 mars : mort de Jean Sigismond[18]. Début de la persécution des unitariens en Transylvanie. Ils rejoignent l’Église réformée ou fuient en Pologne[19].

- 2 avril-29 mai : convocation du Parlement d'Angleterre[20]. Il ratifie la confession des Trente-neuf articles[21]. Imprégnée de calvinisme est « approuvée pour être exécuté dans tout le royaume par le consentement de la reine Élisabeth ». Début de la persécution des catholiques, particulièrement sanglante en Irlande (île) (76 exécutions en Irlande entre 1570 et 1603).
- 19 avril : Granvelle devient vice-roi de Naples (fin en 1575)[22].
- 24 mai, Russie : Devlet Girey, khan des Tatars de Crimée occupe Moscou et brûle la ville[23]. La population est massacrée, dont les marchands flamands, anglais, allemands et italiens qui y résidaient. La prise de Moscou rend impraticable pour des années le commerce de Narva.

- 25 mai : 
  - Conclusion de la Sainte-Ligue (Naples, Sicile, Gênes, Venise, Malte, Saint-Siège, Espagne) contre les Turcs[24].
  - Étienne Ier Báthory (1533-1586) devient prince de Transylvanie (fin en 1576)[18].

- 1er août, Chypre : capitulation de Famagouste, assiégée depuis un an. Les Turcs ottomans entrent dans la ville le 4 août et massacrent la garnison vénitienne et son capitaine Bragadin après lui avoir promis la vie sauve[25].
- 26 août : l’archiduc Charles II d'Autriche-Styrie épouse sa nièce Marie-Anne de Bavière (1551 † 1608), fille d'Albert V, duc de Bavière et d'Anne d'Autriche[26].
- 24 septembre : faisant suite à la demande de la reine Jeanne III de Navarre, publication par Joanes Leizarraga de la traduction en basque du Nouveau Testament.
- 4-13 octobre : synode des Églises réformée réuni à Emden aux Pays-Bas[27]. Ordonnances ecclésiastiques qui dotent les Églises du Refuge des institutions presbytéro-synodales.

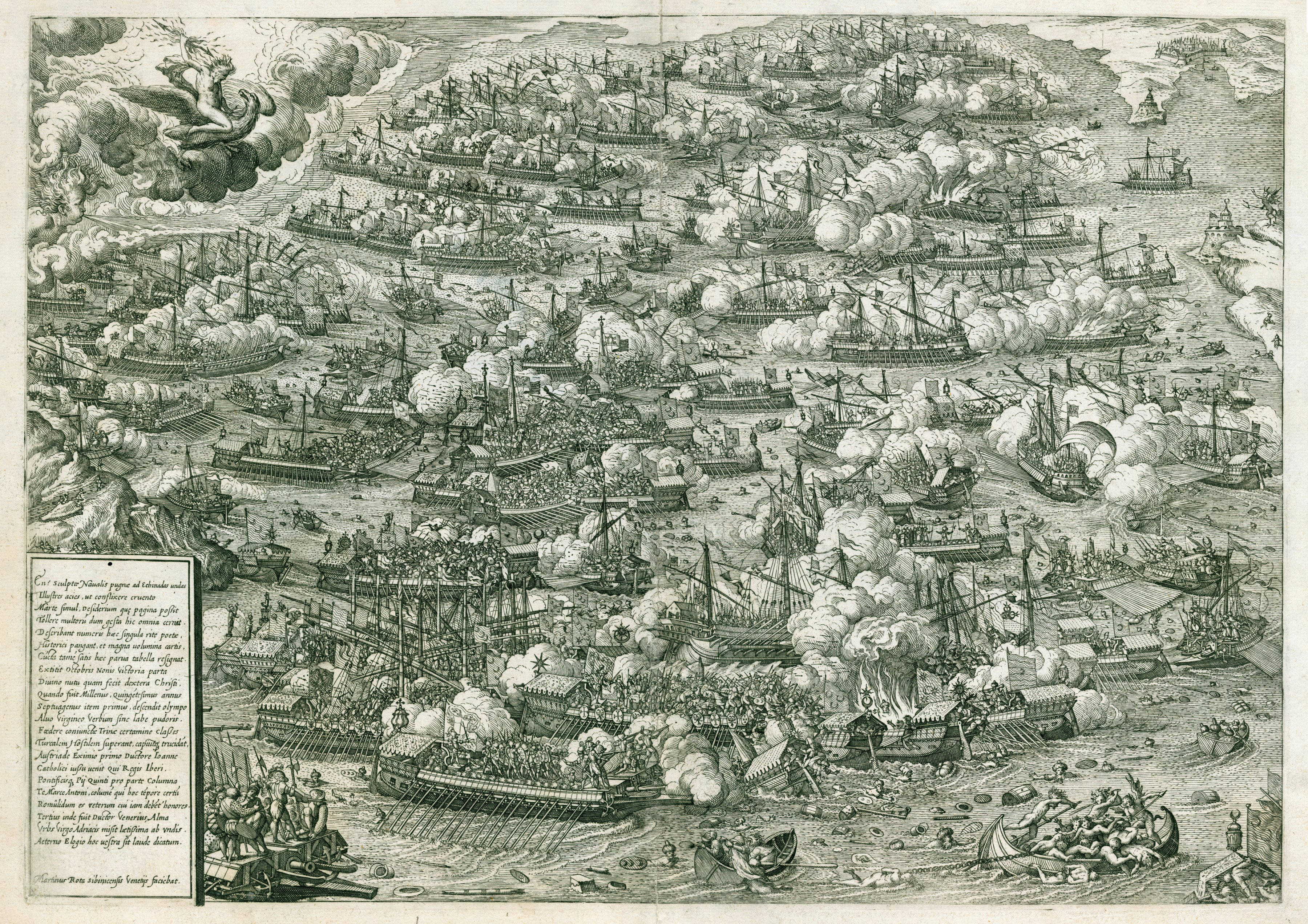
7 octobre : bataille de Lépante, gravure de Martin Rota, 1572. La flotte chrétienne comprend 61 galères espagnoles, 105 galères et 6 galéasses armées de Venise, 12 galères pontificales, plus les forces de la Savoie, de Gênes et de Malte. La flotte ottomane perd 170 galères (110 sont capturés).

- 7 octobre : bataille de Lépante[24]. les Ottomans d’Ali Pacha sont défaits par la flotte alliée des Vénitiens, des Espagnols et de la papauté dirigée par Don Juan d'Autriche. C'est la fin de la puissance maritime ottomane en Europe. Les provinces se soulèvent mais le calme revient vite et la flotte est reconstituée en quelques mois.

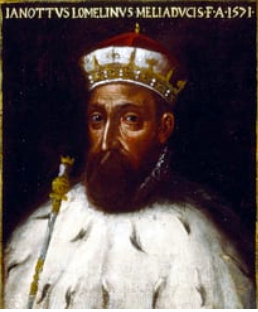
Giannotto Lomellini,
doge de Gênes de 1571 à 1573

- 10 octobre : Giannotto Lomellini devient doge de Gênes, succédant à Paolo Giustiniani Moneglia[28] (fin du mandat le 10 octobre 1573).

- Nouvelle extension de l’opritchnina en Russie[29].
- Le duc d’Albe met en garde le Reichstag allemand contre l’exportation de canons et de matériel de guerre en Russie[30].
- L’archevêque d’Uppsala Laurentius Petri fait rédiger la Constitutio ecclesiastica suédoise[31].
- Bohême : le crypto-catholique Henri Dvorsky (Jindřich Dvorský) est désigné par l’empereur Maximilien II administrateur de l’Église utraquiste[32]. Maximilien II refuse de reconnaître l’existence légale de la Confession d'Augsbourg et laisse l’évêque d’Olomouc, Guillaume Prusinovsky de Vickov persécuter les maîtres d’écoles et les magistrats protestants dans les villes royales de Moravie[33].
- Albert V de Bavière ordonne aux évêques bavarois de cesser de donner la communion sous les deux espèces malgré les brefs pontificaux de 1564[34].
- Années exceptionnellement chaudes en Allemagne du Sud (1571 et 1572)[35].

## Naissances en 1571
- 1er janvier : Rutilio Manetti, peintre italien de l'école siennoise († 22 juillet 1639).
- 9 janvier : Charles-Bonaventure de Longueval, comte de Bucquoy († 10 juillet 1621).
- 13 janvier : Carlo Antonio Procaccini, peintre italien († 1630).
- 14 janvier : Jean de Chokier de Surlet, canoniste et écrivain de la principauté de Liège († 19 août 1656).
- 16 janvier : Johan van der Does, érudit néerlandais († 26 décembre 1596).
- 19 janvier : Germain Gaultier, sculpteur puis architecte français († 11 mars 1624).
- 27 janvier : Abbas Ier le Grand, shah de Perse († 19 janvier 1629).
- 7 février : Gabriel Pereira de Castro, poète et magistrat portugais († 18 octobre 1632).
- 15 février :
  - Philippe Cospéan, prélat et prédicateur français d'origine belge († 8 mai 1646).
  - Michael Prætorius, compositeur et théoricien de la musique allemand († 15 février 1621).
- 11 mars : Jules-Ernest de Brunswick-Dannenberg, duc de Brunswick-Lunebourg et prince de Dannenberg († 26 octobre 1636).
- 20 mars : Charles-Henri de Clermont-Tonnerre, militaire français († 30 septembre 1640).
- 31 mars : Pietro Aldobrandini, cardinal italien († 10 février 1621).
- 6 avril : Giulio Parigi, peintre, graveur et architecte italien de l'école florentine († 13 juillet 1635).
- 21 avril : Jacob van Swanenburgh, peintre, dessinateur et marchand d'art néerlandais († 16 octobre 1638).
- 22 avril : Giovanni Branca, ingénieur, architecte et écrivain technique italien († 24 janvier 1645).
- 23 avril : Léon de Modène, érudit juif vénitien († 21 mars 1648).
- 24 avril : Diego de Pantoja, missionnaire jésuite espagnol († 9 juillet 1618).
- 6 mai : Lucas Osiander le Jeune, théologien allemand, professeur et chancelier de l'université de Tübingen († 10 août 1638).
- 11 mai : Niwa Nagashige, daimyo du début de l'époque d'Edo au service du clan Oda († 30 avril 1637).
- 15 juin : Giovanni Francesco Sagredo, mathématicien vénitien († 5 mars 1620).
- 17 juin : Thomas Mun, homme d'affaires et économiste anglais († 27 juillet 1641).
- 25 juin : Antoine de Balinghem, prêtre jésuite des Pays-Bas méridionaux († 24 janvier 1630).
- 1er juillet : Jan Harmensz Muller, peintre, dessinateur, et graveur néerlandais († 18 avril 1628).
- 2 août : Charles Ier de Lorraine, 4e duc de Guise, homme politique français († 30 septembre 1640).
- 12 septembre : Álvaro de Bazán y Benavides, militaire espagnol († 1646).
- 21 septembre :
  - Anastasio Fontebuoni,  peintre baroque florentin italien († 10 juillet 1626).
  - Alfonso Navarrete, prêtre dominicain espagnol († 1er juin 1617).
- 25 septembre : Bernard d'Anhalt, prince de la maison d'Ascanie († 24 novembre 1596).
- 29 septembre : Le Caravage (Michelangelo Merisi),  peintre italien († 18 juillet 1610).
- 7 octobre :
  - Marie de Saxe-Weimar, princesse-abbesse de Quedlinbourg († 7 mars 1610).
  - Antoine-Henri de Schwarzbourg-Sondershausen, comte de Schwarzbourg-Sondershausen († 10 août 1638).
- 12 octobre : Lorenzo Pignoria, prêtre, historien et antiquaire italien († 13 juin 1631).
- 15 octobre : Jacob Matham, graveur et dessinateur des Pays-Bas espagnols puis des Provinces-Unies († 20 janvier 1631).
- 18 octobre : Wolfgang Ratke, pédagogue et théoricien de l'éducation de langue allemande († 27 avril 1635).
- ? novembre : Camille Costanzo, missionnaire jésuite italien († 15 septembre 1622).
- 30 novembre : Jean Suffren, religieux jésuite († 15 septembre 1641).
- 4 décembre : Ferdinand d'Autriche, prince des Asturies et duc d'Autriche († 18 octobre 1578).
- 8 décembre : Orazio Lancellotti, cardinal italien († 9 décembre 1620).
- 16 décembre : Gilles De Coninck, prêtre jésuite, théologien moraliste et écrivain des Pays-Bas méridionaux († 31 mai 1633).
- 20 décembre :
  - Louis de Sainte-Marthe, historien et humaniste français († 29 avril 1659).
  - Scévole de Sainte-Marthe, historien français († 7 septembre 1650).
- 25 décembre : Charles Bernard, écrivain et historien français († 25 juin 1640).
- 27 décembre : Johannes Kepler, astronome allemand († 15 novembre 1630).
- 29 décembre : Jean de Saint-Samson, moine de l'ordre des Grands carmes français († 14 septembre 1636).
- Date précise inconnue :
  - Henry Ainsworth, théologien non conformiste britannique († 1622).
  - Robert Aubéry, marquis de Vatan, seigneur de Rilport et de Brévannes († 24 février 1657).
  - Bonifazio Bevilacqua Aldobrandini, cardinal italien († 7 avril 1627).
  - Willem Blaeu, cartographe néerlandais († 18 octobre 1638).
  - Charles Ier Brûlart de Genlis, religieux, officier et diplomate français († 25 juillet 1649).
  - Bernardino Cesari, peintre italien de l'école napolitaine († 30 juin 1622).
  - Jean-Baptiste Chassignet, poète baroque de langue française, historien, avocat et commentateur de textes bibliques franc-comtois († 1635).
  - Gonzalo Correas, humaniste, helléniste, grammairien, lexicographe, parémiologue et orthographiste espagnol († 17 août 1631).
  - Alessandro Damasceni Peretti, cardinal italien († 2 juin 1623).
  - Guillaume Dumée, peintre français († 1646).
  - David Rivault de Fleurance, homme de lettres et mathématicien français († janvier 1616).
  - Hasekura Tsunenaga, samouraï japonais († 7 août 1622).
  - Inaba Masanari, samouraï de l'époque Azuchi Momoyama jusqu'au début de l'époque d'Edo († 14 octobre 1628).
  - Esther Inglis, peintre miniaturiste († 1624).
  - Pieter van den Keere, graveur et cartographe néerlandais († vers 1646).
  - Catherine Le Voyer de Lignerolles, dame d'atours de la reine Anne d'Autriche († 1657).
  - Ferry de Locre, écrivain historien et dévot du Comté d'Artois († 1614).
  - Lucrezia Marinella, poète et écrivaine italienne († 9 octobre 1653).
  - Matsunaga Teitoku, lettré et poète japonais de haikai († 3 janvier 1654).
  - Matsura Hisanobu, daimyo de la fin de l'époque Azuchi-Momoyama et du début de l'époque d'Edo († 14 octobre 1602).
  - Robert Middleton, prêtre catholique anglais († 3 avril 1601).
  - Adrien de Monluc, noble français († 22 septembre 1646).
  - Laurence de Montmorency, duchesse de Montmorency († 1654).
  - Paulus Moreelse, peintre et architecte néerlandais († 6 mars 1638).
  - Bartolomeo Picchiatti, architecte baroque italien († 3 avril 1643).
  - Rostom Ier d'Iméréthie, roi d'Iméréthie de la dynastie des Bagration († 1605).
  - Federico Spinola, militaire et marin génois († 26 mai 1603).
  - Cristóbal Suárez de Figueroa, écrivain espagnol († 1644).
  - Fabrizio Verospi, cardinal italien († 27 janvier 1639).
  - John Ward, compositeur anglais († 1638).
  - Yagyū Munenori, escrimeur japonais, fondateur de la branche d'Edo du Yagyū Shinkage-ryū († 11 mai 1646).

- Vers 1571 :
  - Antiveduto Grammatica, peintre baroque italien († 13 avril 1626).
  - Frederick de Houtman, explorateur néerlandais († 21 octobre 1627).
  - Santiago Morán,  peintre espagnol († 1626).

## Décès en 1571
- 2 janvier : Gaspar de Zúñiga y Avellaneda, cardinal espagnol (° 1507).
- 9 janvier : Nicolas Durand de Villegagnon, militaire et explorateur français (° 1510).
- 13 janvier : Jean Ier de Brandebourg-Küstrin, margrave de Brandebourg-Küstrin de 1535 jusqu'à sa mort (° 3 août 1513).

- 13 février : Benvenuto Cellini, dessinateur, orfèvre, fondeur, médailleur, sculpteur et écrivain de la Renaissance italienne (° novembre 1500).
- 24 février : Joachim Meyer, maître d'escrime (° 1537).

- 21 mars : Odet de Coligny, prélat catholique français de la Renaissance qui se convertit au calvinisme (° 10 juillet 1517).
- 25 mars : Carlo Grassi, cardinal italien (° 1519).

- Avant le 2 avril[36] : Richard Breton, imprimeur-libraire, illustrateur et relieur français (° 1524).
- 23 avril : Maurice de La Porte, lexicographe français (° 1531).

- 4 mai : Pierre Viret, réformateur vaudois (° 1511).
- 7 mai : Anton van den Wyngaerde, dessinateur flamand (° 1525).
- 12 mai : Roman Sanguszko, membre de la Famille Sanguszko, voïvode de Bracław (1566), hetman de Lituanie (1567) (° vers 1537).

- 15 juillet :
  - Giovanni Francesco Bezzi dit il Nosadella, peintre et graveur maniériste italien de l'école bolonaise (° 1530).
  - Shimazu Takahisa, daimyo de la période Sengoku (° 1514).
- 17 juillet : Georg Fabricius, poète et historien allemand de langue latine (° 1516).

- 4 août : Astorre Baglioni, condottiere italien (° mars 1526).
- 17 août : Marco Antonio Bragadin, gouverneur de l'île de Chypre pour le compte de la république de Venise (° 21 avril 1523).

- 4 septembre : Matthew Stewart, 4e comte de Lennox, chef de la noblesse catholique d'Écosse au milieu du XVIe siècle (° 21 septembre 1516).
- 17 septembre : Wada Koremasa, vassal du Clan Oda à la fin de l'époque Sengoku du Japon féodal (° 1536).

- 5 octobre : Claude d'Espence, théologien, humaniste et diplomate français (° 1511).
- 7 octobre : Dorothée de Saxe-Lauenbourg, reine consort de Danemark et de Norvège (° 9 juillet 1511).
- 21 octobre : Hōjō Ujiyasu, daimyō du clan Go-Hōjō (° 1515).

- 10 novembre : Jérôme Souchier, cardinal français (° 1508).
- 30 novembre : François de Scépeaux, seigneur de Vieilleville, 1er comte de Durtal, gouverneur, diplomate, ambassadeur, conseiller du roi et maréchal de France du roi François Ier (° 1509).

- 14 décembre :  Laurent Strozzi, prélat, archevêque et cardinal d'origine italienne (° 3 décembre 1513).

- Date précise inconnue :
  - Vincent Carloix, écrivain français (° 1535).
  - Pompeo Cesura, peintre italien (° ?).
  - Robert II Estienne, imprimeur français (° vers 1530).
  - Guillaume Franc, musicien et compositeur français (° vers 1505).
  - Baldassarre Lanci, architecte et ingénieur italien (° 1510).
  - Maso da San Friano, peintre italien de l'école florentine du Cinquecento (° 1531).
  - Lambert van Noort, peintre d'histoire, architecte, dessinateur de cartons de tapisseries et de vitraux flamand (° 1520).

- 1571 ou 1572 :
- Jacques Yver, écrivain français (° 1520 ou 1548).

- Entre 1571 et 1573 :
- Christopher Tye, compositeur et organiste anglais (° vers 1500).